# Кольонія-Щерцовська
Кольонія-Щерцовська (пол. Kolonia Szczercowska) — село в Польщі, у гміні Щерцув Белхатовського повіту Лодзинського воєводства.
У 1975-1998 роках село належало до Пйотрковського воєводства.